# Palline di pane
Palline di pane è un romanzo di Paola Mastrocola pubblicato nel 2001 e finalista al Premio Strega.

## Trama
Emilia, fotografa quarantenne, parte da Genova in direzione della Sardegna per trascorrere le ferie d'agosto. Suo marito è lontano per lavoro; con lei ci sono i due figli e una tata.
Il primogenito undicenne sdegna la compagnia e i giochi, dei coetanei e preferisce sedersi sugli scogli a pescare da solo, usando come esca delle palline di pane. 
Emilia cerca di tenersi impegnata facendo la spesa e cucinando, ma vorrebbe avere più tempo per andarsene in giro con la macchina fotografica e fotografare le acciughe che spuntano dal mare. Incontra anche una capretta, che vorrebbe addomesticare.
Dopo poco tempo giunge nella località balneare Lars, un affascinante turista scandinavo.

## Edizioni
- Paola Mastrocola, Palline di pane, collana Narratori della fenice, Guanda, 2001,  p. 237, ISBN 88-8246-241-2.